# ویندتورته اسپانیایی
ویندتورته اسپانیایی (آلمانی: Spanische Windtorte) یک نوع تورته قدیمی اتریشی است. در تهیه آن بیشتر از مرنگ و خامه زده‌شده استفاده می‌شود.
این تورته در دوره باروک امپراتوری اتریش-مجارستان محبوب شد و دستور پخت آن در چندین کتاب آشپزی قرن نوزدهمی برجا مانده‌است.

## نام
اشاره اسپانیایی در نام تورته ممکن است به‌دلیل شیفتگی دودمان هابسبورگ به اسپانیا باشد. نظریه دیگری این نام را به مسیر زیارت مؤمنان کاتولیک از راه کامینو د سانتیاگو مربوط می‌داند.
ویندتورته اسپانیایی هم‌اکنون نیز به مرنگ‌های کوچک پخته‌شده یا اصطلاحاً بوسهٔ مرنگ اشاره دارد.